# Txeremkhovo
Txeremkhovo (en rus Черемхово) és una ciutat de l'óblast d'Irkutsk, a Rússia. Es troba al sud de Sibèria, a 120 km al nord-oest d'Irkutsk.

## Etimologia
El nom deriva del torrent Txeremkhovka que passa prop de la ciutat, i Txeremkhovka deriva de txeriómukha (черёмуха), que en rus vol dir "cirerer".

## Història
Fou fundada el 1772 com un poble i estació postal al camí de Moscou. A finals del segle xix arribà a la vila el ferrocarril Transsiberià, en aquell moment començà també l'explotació de les mines de carbó. El 1896 s'hi obrí el primer pou, i el 1906 ja n'hi havia 89. El 1917 Txeremkhovo rebé l'estatus de ciutat.